# 中华人民共和国安全生产许可证制度
中华人民共和国安全生产许可证制度，是根据《中华人民共和国安全生产法》在中华人民共和国（不包括港澳地区和台湾）境内为确保具备较高危险系数企业的生产安全，减少生产安全事故、人员伤亡和财产损失，所实行的一种许可证制度，依据规范，煤矿、非煤矿山、建筑施工、危险化学品、民用爆破器材、烟花爆竹等六大行业的生产企业，须依法申办安全生产许可证，取得后方可从事生产活动。

## 条件
根据中华人民共和国国务院颁布的《安全生产许可证条例》，申请安全生产许可证的单位，须具备以下条件：
1. 建立、健全安全生产责任制，制定完备的安全生产规章制度和操作规程；
2. 安全投入符合安全生产要求；
3. 设置安全生产管理机构，配备专职安全生产管理人员；
4. 主要负责人和安全生产管理人员经考核合格；
5. 特种作业人员经有关业务主管部门考核合格，取得特种作业操作资格证书；
6. 从业人员经安全生产教育和培训合格；
7. 依法参加工伤保险，为从业人员缴纳保险费；
8. 厂房、作业场所和安全设施、设备、工艺符合有关安全生产法律、法规、标准和规程的要求；
9. 有职业危害防治措施，并为从业人员配备符合国家标准或者行业标准的劳动防护用品；
10. 依法进行安全评价；
11. 有重大危险源检测、评估、监控措施和应急预案；
12. 有生产安全事故应急救援预案、应急救援组织或者应急救援人员，配备必要的应急救援器材、设备；
13. 法律、法规规定的其他条件。